# Pan Samochodzik i testament rycerza Jędrzeja
Pan Samochodzik i testament rycerza Jędrzeja – powieść dla młodzieży autorstwa Zbigniewa Nienackiego, wydana w roku 1997.
Utwór wchodzi w skład cyklu Pan Samochodzik, opisującego przygody historyka sztuki-detektywa noszącego to przezwisko. Powstała na podstawie książki Nienackiego z lat 50. XX wieku pt. "Zabójstwo Herakliusza Pronobisa", przepisanej przez Jerzego Ignaciuka po śmierci Nienackiego (autor zmarł w 1994 roku), tak aby pasowała do serii.